# Platypalpus firensis
Platypalpus firensis är en tvåvingeart som beskrevs av Patrick Grootaert och Chvala 1992. Platypalpus firensis ingår i släktet Platypalpus och familjen puckeldansflugor.
Artens utbredningsområde är Italien. Inga underarter finns listade i Catalogue of Life.